# 五龍一鳳
五龍一鳳指的是臺灣五男一女的台灣省議會議員，分別是郭國基（臺北市）、吳三連（臺南縣）、李萬居（雲林縣）、郭雨新（宜蘭縣）、李源棧（高雄市）以及許世賢（女性，嘉義縣），前五位男性省議員又名「省議會五虎將」。五龍一鳳皆為第三屆臨時省議會省議員，省議會正名後成為第一屆省議會議員。六名省議員勇於批評執政當局，並且積極促進並落實臺灣地方自治、保障人民權益及民主發展，故得此並稱。